# Kosmodroom Bajkonoer
Het Kosmodroom van Bajkonoer (Kazachs: Байқоңыр ғарыш айлағы, Bayqoñır ğarış aylağı; Russisch: Космодром Байконур, Kosmodrom Bajkonoer) is de grootste raketlanceerplaats ter wereld. Het ligt op ongeveer 200 kilometer ten oosten van het Aralmeer, niet ver van de rivier Syr Darja.

## Naam
Tijdens de Koude Oorlog moest de plaats van de basis geheim blijven voor het Westen, omdat er raketten met kernkoppen gelanceerd konden worden, daarom kreeg de basis de naam van een dorp 320 kilometer noordoostelijker: Bajkonoer. De stad die vlak naast de kosmodroom ligt, heette oorspronkelijk Leninsk, maar deze naam is in 1995 in Bajkonoer veranderd omdat er geen reden meer bestond om de basis geheim te houden.

## Geschiedenis

### Sovjet-periode
De bouw van de basis begon op 2 juni 1955. Het ligt vrij zuidelijk in de Sovjet-Unie, omdat een lancering dichter bij de evenaar meer gebruik kan maken van de draaiing van de Aarde en daardoor een grotere lading kan vervoeren. Oorspronkelijk was de basis bedoeld voor de lancering van Intercontinentale raketten, maar later werd deze uitgebreid tot een ruimtebasis. Dit was op vraag van Sergej Koroljov, hoofdontwerper van de R-7-raket, en was een van de duurste infrastructuren die de Sovjet-Unie liet bouwen. Er werden namelijk extra lanceerplatformen gebouwd, honderden kilometers wegen en spoorlijnen aangelegd en een heel dorp, Leninsk, met appartementen, scholen en andere voorzieningen voor de arbeiders en hun familie. Dit dorp groeide op deze wijze snel en kreeg de status van stad in 1966.

### Russisch tijdperk
Sinds het uiteenvallen van de Sovjet-Unie bevindt het zich in Kazachstan, hoewel het nog steeds wordt gehuurd door Rusland voor een prijs van 115 miljoen dollar per jaar.

Deze hoge prijs spoorde Rusland dan ook aan de Kosmodroom Plesetsk, dat wel op Russisch grondgebied ligt, herop te waarderen. Ook werd er vanaf 1996 gebouwd aan de Kosmodroom Svobodny in de oblast Amoer, maar de ontwikkeling van deze ruimtehaven werd wegens geldgebrek in 1997 grotendeels stopgezet. Kosmodroom Vostotsjny ('oostelijk') is inmiddels in dezelfde oblast gebouwd. De eerste lancering, van een Soyoez-2 raket, was op 28 april 2016. De kosmodroom wordt verder uitgebreid.

## Historische missies
- Spoetnik 1, De eerste satelliet in de ruimte op 4 oktober 1957
- Vostok 1, De eerste mens in de ruimte, Joeri Gagarin, op 12 april 1961 met een Vostokraket
- Vostok 6, De eerste vrouw in de ruimte, Valentina Teresjkova, op 16 juni 1963 met een Vostokraket
- Saljoet 1, het eerste ruimtestation ooit werd gelanceerd met een Proton-K op 19 april 1971
- Boeran 1K, onbemande eerste en enige vlucht van het Sovjet-ruimteveer Boeran op 15 november 1988
- Zarja, de eerste module van het ISS werd met een Proton-K gelanceerd op 20 november 1998

## Rol in de ruimtevaart
De lanceerbasis speelt een belangrijke rol in de ruimtevaart voor onbemande en bemande lanceringen.
Er worden nog Sojoez- en Proton-raketten gelanceerd, waarvan de Sojoez raket ook gebruikt wordt voor bemande ruimtemissies. Rusland verplaatst de meeste lanceringen naar lanceerbases Vostotsjny en Plesetsk. Het ISS is vanaf die bases niet bereikbaar waardoor Russische lanceringen naar het ISS vanaf Bajkonoer blijven plaatsvinden.
Hier is ook de Nederlandse kosmonaut André Kuipers in 2004 en 2011 gelanceerd tijdens zijn missies in het ISS net als de Belgische kosmonaut Frank De Winne.
In 2024 heeft China interesse in lanceringen van hun raketten vanaf Bajkonoer kenbaar gemaakt. Hoewel China groot is heeft het land betrekkelijk weinig veilige ruimte voor lanceerbases. Het komt geregeld voor dat Chinese rakettrappen na lancering vanaf Chinese bases in bewoond gebied terecht komen. Lanceringen vanuit buurland Kazachstan zouden daarvoor een oplossing kunnen bieden.